# Лопаре (община)
Община Лопаре (на сръбски: Општина Лопаре) е разположена в Република Сръбска, част от Босна и Херцеговина. Неин административен център е град Лопаре. Общата площ на общината е 283.87 км2. Населението ѝ през 2004 година е 16 983 души.